# Valadares (Vila Nova de Gaia)
Valadares é uma vila portuguesa que foi sede da extinta Freguesia de Valadares do Município de Vila Nova de Gaia, freguesia que tinha 4,94 km² de área e 10 678 habitantes (2011), e, por isso, uma densidade populacional de 2 161,5 hab/km².
Esta antiga freguesia foi unida à antiga freguesia de Gulpilhares para formarem a atual União das Freguesias de Gulpilhares e Valadares.
A povoação de Valadares foi elevada à categoria de vila em 1988.
A vila de Valadares dista 6 km da sede do concelho e 12 km da cidade do Porto. A Freguesia de Valadares confinava a norte com a freguesia de Madalena, a este com a freguesia de Vilar do Paraíso, a sul com a freguesia de Gulpilhares e a oeste com o mar.
Outrora, a população Valadarense encontrava-se associada à agricultura e igualmente ao sector cerâmico (Cerâmica de Valadares), atualmente a economia é à base do sector industrial e de serviços. Tem como "feriado" a segunda-feira a seguir ao primeiro fim-de-semana de Julho, dia do Sr. dos Aflitos, acompanhado por uma festa com duração de 3/4 dias, realizando-se diversas romarias, havendo um parque de diversão durante esse período. O bolo "Velhotes" é típico desta freguesia.

## População
| População da freguesia de Valadares | População da freguesia de Valadares | População da freguesia de Valadares | População da freguesia de Valadares | População da freguesia de Valadares | População da freguesia de Valadares | População da freguesia de Valadares | População da freguesia de Valadares | População da freguesia de Valadares | População da freguesia de Valadares | População da freguesia de Valadares | População da freguesia de Valadares | População da freguesia de Valadares | População da freguesia de Valadares | População da freguesia de Valadares |
| ----------------------------------- | ----------------------------------- | ----------------------------------- | ----------------------------------- | ----------------------------------- | ----------------------------------- | ----------------------------------- | ----------------------------------- | ----------------------------------- | ----------------------------------- | ----------------------------------- | ----------------------------------- | ----------------------------------- | ----------------------------------- | ----------------------------------- |
| 1864                                | 1878                                | 1890                                | 1900                                | 1911                                | 1920                                | 1930                                | 1940                                | 1950                                | 1960                                | 1970                                | 1981                                | 1991                                | 2001                                | 2011                                |
| 1 482                               | 1 795                               | 2 008                               | 2 401                               | 2 812                               | 2 854                               | 3 754                               | 4 382                               | 5 030                               | 5 476                               | 6 542                               | 7 624                               | 8 478                               | 9 095                               | 10 678                              |

| Distribuição da População por Grupos Etários | Distribuição da População por Grupos Etários | Distribuição da População por Grupos Etários | Distribuição da População por Grupos Etários | Distribuição da População por Grupos Etários | Distribuição da População por Grupos Etários | Distribuição da População por Grupos Etários | Distribuição da População por Grupos Etários | Distribuição da População por Grupos Etários | Distribuição da População por Grupos Etários |
| -------------------------------------------- | -------------------------------------------- | -------------------------------------------- | -------------------------------------------- | -------------------------------------------- | -------------------------------------------- | -------------------------------------------- | -------------------------------------------- | -------------------------------------------- | -------------------------------------------- |
| Ano                                          | 0-14 Anos                                    | 15-24 Anos                                   | 25-64 Anos                                   | > 65 Anos                                    |                                              | 0-14 Anos                                    | 15-24 Anos                                   | 25-64 Anos                                   | > 65 Anos                                    |
| 2001                                         | 1 372                                        | 1 205                                        | 5 263                                        | 1 255                                        |                                              | 15,1%                                        | 13,2%                                        | 57,9%                                        | 13,8%                                        |
| 2011                                         | 1 708                                        | 1 019                                        | 6 150                                        | 1 801                                        |                                              | 16,0%                                        | 9,5%                                         | 57,6%                                        | 16,9%                                        |

Média do País no censo de 2001:  0/14 Anos-16,0%; 15/24 Anos-14,3%; 25/64 Anos-53,4%; 65 e mais Anos-16,4%
Média do País no censo de 2011:   0/14 Anos-14,9%; 15/24 Anos-10,9%; 25/64 Anos-55,2%; 65 e mais Anos-19,0%

## Geografia
O relevo de Valadares é caracterizado por uma costa baixa que se eleva na direcção oeste – este, formando um pequeno planalto. Podemos destacar, no entanto, a zona do Crasto que fica na direcção noroeste, tendo esta elevação servido de defesa às terras de Vila Chã.
No limite das terras de Vila Chã são referidas algumas elevações denominadas: Pedra Furada, Mamoa de Bezerros, Monte Toural e Outeiro da Guiom da Fonte de Ourigo.
A vegetação natural existe principalmente junto à praia e é composta por pinheiros bravos. Existiu também, onde hoje é o lugar do Penedo, um carvalhal.
Por esta freguesia, corre um rio ou regato que não tem nome certo. Os moradores dão-lhe o nome das terras por onde ele passa (rio do Paço, rio de Valadarinhos, rio de Vila Chã). Nasce na freguesia de Canelas, com pouca quantidade de água, mas no inverno corre com bastante leito e, no verão, algumas vezes está quase seco. É utilizado na rega dos campos para cultivo. Desaguam nele as vertentes dos campos e terras das freguesias de Canelas e Vilar do Paraíso e o seu curso é todo ele quieto. Corre de nascente para poente. Só tem uma espécie de peixes (escalos) em pouca quantidade que são pescados pela população durante o ano todo. As margens são cultivadas e têm muitos vimes. Existem, também ligadas ao rio, treze rodas de moinho e quatro rodas de azenha que só praticamente moem no inverno.
A população usava livremente as suas águas para cultura dos campos, excepto no lugar de Vila Chã onde esta era paga. Tem uma lagoa pequena no lugar da Marinha.
Com o desenvolvimento de Valadares as águas poluídas deixaram de fornecer aos seus habitantes os poucos peixes que tinham. Continuam a ser usadas, no entanto, para rega. Paralelamente os moinhos foram-se extinguindo havendo ainda algumas ruínas e nomes de lugares ligados a eles (exemplo: Moleiro, no lugar de Marinha; Rua da Azenha, no lugar de Vila Chã).

## Geologia
O quadro geomorfológico da região de Valadares caracteriza-se pela existência de um relevo marginal cuja altitude máxima não ultrapassa os 250 m, e que se desenvolve perpendicularmente ao vale do rio Douro a cerca de 1 km da actual linha da costa. A ele sucede-se, para oeste, a plataforma litoral sobre a qual assentam depósitos de antigas praias que se estendem escalonados até ao sopé do referido relevo. Constituem, deste modo, testemunhos da oscilação do mar e da crusta terrestre ao longo do Plio-Plistocénico. Sobre eles ou, em contacto directo com um substrato rochoso, existem frequentemente várias formações de cobertura dunares e coluvionares, tendo-se estas últimas mostrado recentemente bastante ricas do ponto de vista arqueológico.
Perpendicularmente a estes terrenos de origem sedimentar, surgem pequenos vales onde correm ribeiros. Em alguns deles é possível verificar a existência de depósitos aluvionares actuais, geralmente aproveitados para trabalhos agrícolas, bem como de formação de génese similar, mas mais antigos, posicionados a cotas relativamente superiores.
No que respeita à sua constituição geológica nota-se a existência de um afloramento de precâmbrico polimetamórfico predominando um granito porfiróide, rocha constituinte do maciço antigo. Para além deste, podemos encontrar junto à praia um outro granito de grão médio, tendo no seu interior uma formação que se convencionou chamar de arena-pelítica de cobertura que poderá ser de origem continental ou de origem eólica. Ainda se visualizam alguns depósitos de praias antigas com diferentes altitudes.
Os depósitos de 5–8 m que se podem observar entre as praias de Gulpilhares e Valadares, apresentam uma cor castanha que corresponde a uma ferruginização bastante intensa, que os transforma por vezes, em verdadeiros conglomerados e que, em certos locais, chegam a atingir o nível das marés baixas. Pensa-se que na era Cenozóica o oceano cobria toda esta área. No Quaternário houve oscilações, ficando o mar com o nível da actualidade e por outro uma deposição de materiais.
Fazendo uma análise geral do esboço geológico de Valadares, podemos concluir que encontramos dois tipos de rochas: as magmáticas (granitos) e as sedimentares (areias e conglomerados).

## Património
- Sanatório Marítimo do Norte, atual Centro de Reabilitação do Norte Dr. Ferreira Alves;
- Igreja de Valadares;
- Igreja Evangélica
- Seminário da Boa Nova
- Edifício Heliântia, atual IESF e IESA;
- Capela de São Salvador;
- Anta na praia de Valadares (visível do término do Largo da Praia a entrar para a praia)
- Edifício que servia antigamente como escola para freiras, situado na Rua Professor Amadeu Santos com a Rua Bela de Eirós;
- Arco em pedra em Sameiros (chamado de "Arco das Bruxas")
- Cinema-Teatro Eduardo Brazão
- Vila Estrela do Mar

## Praias
Valadares possui duas praias, ambas galardoadas com a mais alta distinção europeia relativas a zonas balneares, a Bandeira Azul. As praias são de relativo fácil acesso, possuindo bares nessas zonas, uma via de ciclismo, um passadiço de madeira que percorre as praias de Vila Nova de Gaia.
- Praia Valadares Norte

Fugindo das tradicionais barracas, apostou-se num look mais jovem, com a utilização de toldos e espreguiçadeiras. O antigo edifício do sanatório confere um certo charme à envolvente.
- Praia Valadares Sul

Tem algumas rochas, responsáveis pela formação de pequenas piscinas, não lhe faltando areia branca e fina. Praia frequentada sobretudo por jovens.

## Lugares
- Aldeia
- Barroco
- Campolinho
- Crasto
- Chamorra
- Estação
- Francelos
- Paço
- Pedreiras
- Penedo
- Praia de Valadares
- Sameiros
- Tartumil
- Valadarinhos
- Vila-Chã

## Transportes
A freguesia de Valadares encontra-se bem conectada às infraestruturas, permitindo um rápido deslocamento da população, de bens, facilitando a prestação de serviços. Possui no seu território uma estação ferroviária  CP (Estação Ferroviária de Valadares) com paragens obrigatória para todos os comboios urbanos, sejam ele expressos ou com paragem em todas as estações/apeadeiros, (destino a Aveiro, Ovar, Granja, Porto Campanhã e Porto São Bento). A nível rodoviário, a freguesia é servida por uma empresa de transportes rodoviários privado (Seluve) e pela STCP (linhas 901 e ZF). Em termos de estradas, possui, para além das estradas normais, a A44, que permite ligar à A1, A29, IC23/A20.

## Educação
Valadares é uma freguesia com 4 Escolas Primárias Públicas, 8 Salas de Ensino Pré-Primário sendo três oficiais e cinco particulares, Colégio Casa Verde, Escola Jasmim, Oceanus, O Risquinhas e Génios em Marcha e público, uma Escola 2/3, uma Escola Secundária e ainda uma Instituição de Ensino Superior Privado, IESF- Instituto de Ensinos Superiores e Fiscais.
- Jardim de Infância / «Escola EB 1 do Campolinho Nº 1»
- «Escola EB 1 do Campolinho Nº 2»
- Jardim de Infância / «Escola EB 1 de Vila Chã»
- «Escola EB 1 da Marinha»
- Jardim Infância do Campolinho
- Jardim Infância do Agro
- Escola EB 2/3 de Valadares
- Escola Secundária Dr. Joaquim Gomes Ferreira Alves
- Instituto de Ensinos Superiores e Fiscais

## Colectividades / Serviços
- «Agremiação artística de instrução e recreio»
- Clube de Futebol de Valadares
- Clube Recreativo e Cultural Império de Vila Chã
- «Grupo Folclórico de Valadares»
- Orfeão de Valadares
- Confraria Gastronómica do Velhote[4][5][6]
- Bombeiros Voluntários de Valadares (com mais de 100 anos de existência)
- Centro de Saúde da Boa Nova
- Posto PSP
- CTT de Valadares
- Banco Santander Totta
- Caixa Geral de Depósitos
- Banco BPI
- Banco Montepio
- Escuteiros de Valadares - Agrupamento 1306 de Valadares
- Jornal Valadares & a Cidade em Foco